# Mateří mřížka

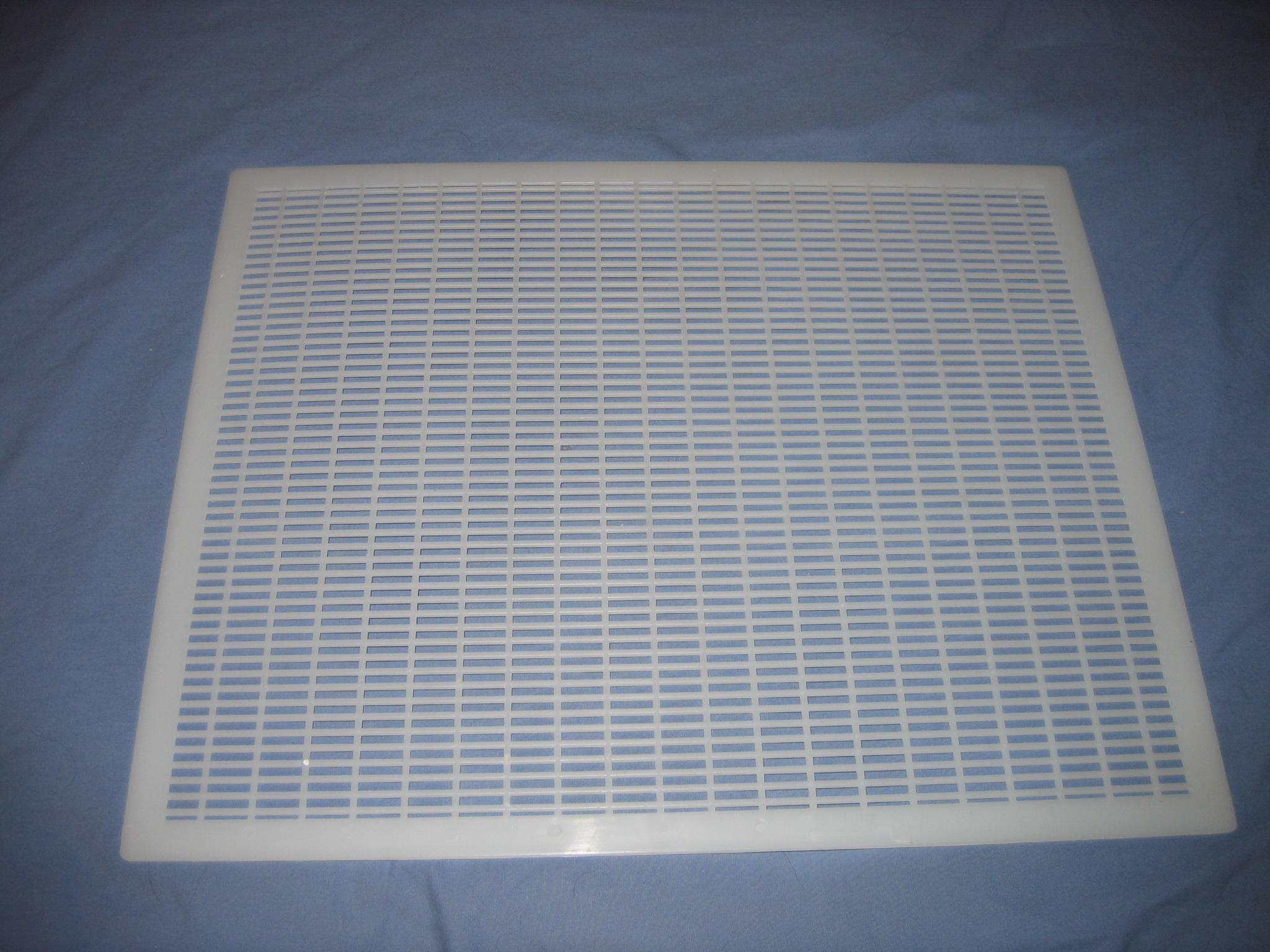
Plastová mateří mřížka

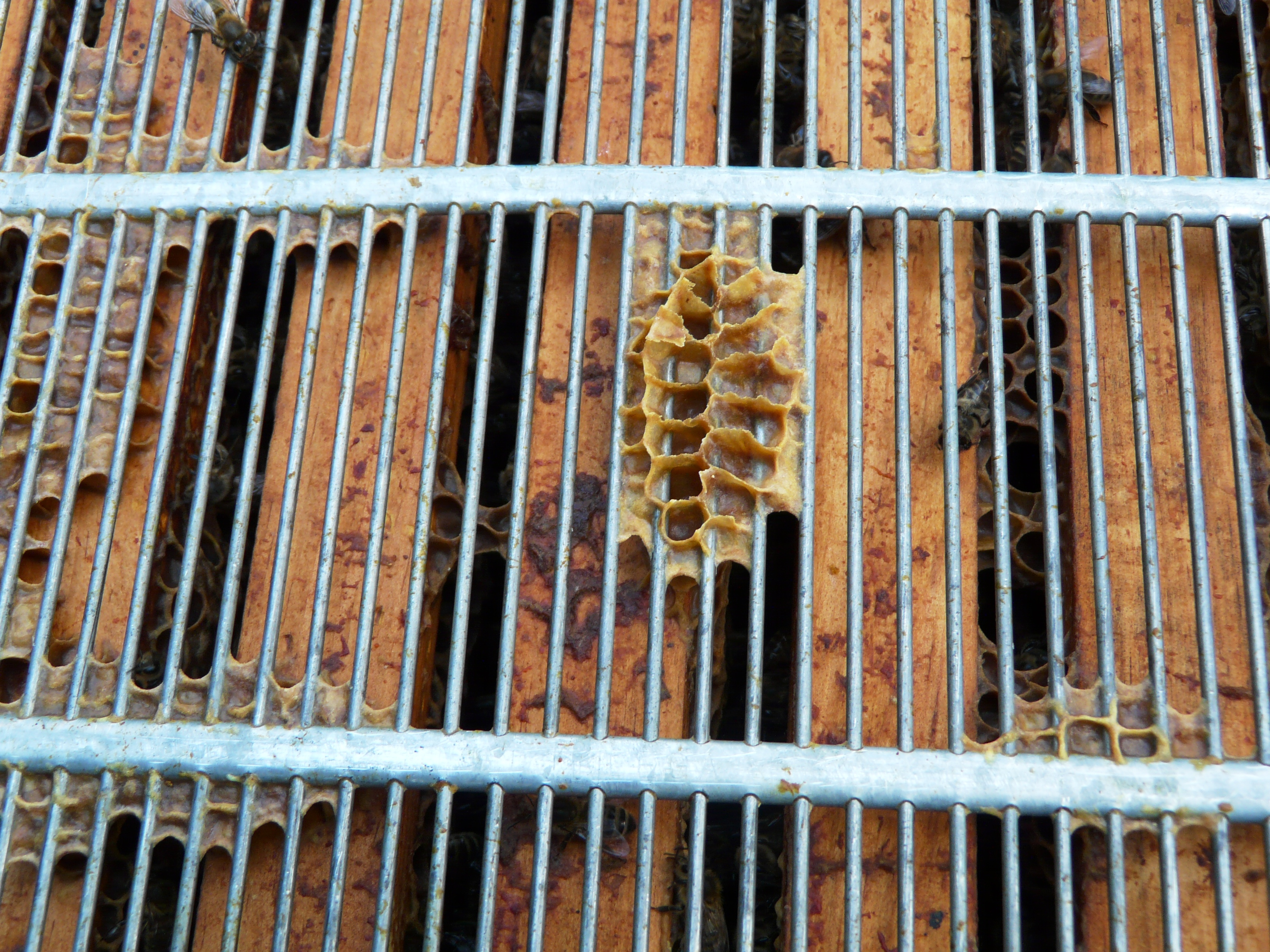
Kovová (drátěná) mateří mřížka

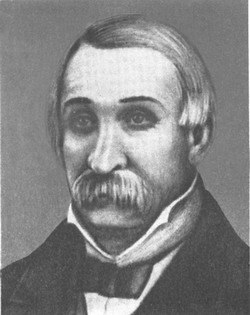
Vynálezce mateří mřížky Petro Ivanovyč Prokopovyč

Mateří mřížka  je včelařská pomůcka, která slouží k vymezení části úlového prostoru, kam nemá  včelí matky nemá přístup a nemůže zde tedy klást vajíčka. Mateří mřížka má podlouhlé otvory, kterými mohou procházet pouze včely dělnice, zatímco větší včelí matka a trubci mřížkou neprolezou. Mateří mřížka se vkláda mezi tzv. plodiště a medník. To usnadňuje včelařům získávání  medu, protože v medníkových plástech není včelí plod. Vynálezcem mateří mřížky byl Petro Ivanovyč Prokopovyč, který ji vyrobil v roce 1814 jako součást svého úlu s rozběrným dílem. 

## Konstrukce
Mateří mřížky bývají vyrobeny nejčastěji z kovových drátů nebo plastu, a mohou mít různé rozměry, aby vyhovovaly různým typům úlů. Otvory (štěrbiny) mají daný rozměr 4,1 mm (0,163 palce), včela dělnice jimi proleze kdežto včelí matka a trubci jsou větší a mřížkou neprolezou. Plastové mřížky jsou lehké a snadno se čistí, zatímco kovové mřížky mohou být robustnější a poskytovat lepší průchodnost pro včely.